# Ermita del Loreto (Jérica)
La ermita del Loreto es una ermita católica del siglo XVII, situada en el casco urbano (en una pequeña replaza que se origina con la calle Loreto) de la localidad de Jérica, en la comarca del Alto Palancia, provincia de Castellón, España. Está catalogada como Bien de Relevancia Local, presentando como código identificativo 12.07.071-004.
Se trata de una pequeña edificación de fábrica de mampostería y piedras angulares, presentando cantería en ventanas y puertas. Presenta dos partes claramente definidas, la capilla original y el atrio previo, que es de construcción posterior. Así, la puerta que es adintelada, con dovelas está cubierta por un pórtico o porche en el lado del evangelio, que es la construcción nueva que sustituye al antiguo que era de madera, y fue destruido, todo ello en el lado del evangelio. También tiene espadaña, que se sitúa sobre la portada, construida con sillares y de un solo tramo.
La espadaña (añadida posteriormente a la construcción de la capilla original), se sitúa sobre la vertiente izquierda del techo, a dos aguas, de la ermita, y presenta una sola campana, llamada Sagrada Familia, obra de los fundidores de Silla, Hermanos Roses, en el año 1940, con un diámetro de 29 centímetros y un peso de 14 quilogramos.
Presenta planta de una sola nave, con capilla y sacristía, a la que se accede por una puerta de las mismas características que la de la entrada. Por su parte la cubierta del edificio es de bóveda vaída, aunque se cree que la antigua debía ser de crucería. De todos modos, ambos cuerpos de la construcción están cubiertos exteriormente con tejas a dos aguas con poca vertiente, pero a diferentes alturas. El techo de la capilla se extiende cubriendo la sacristía que está adosada lateralmente a ésta.

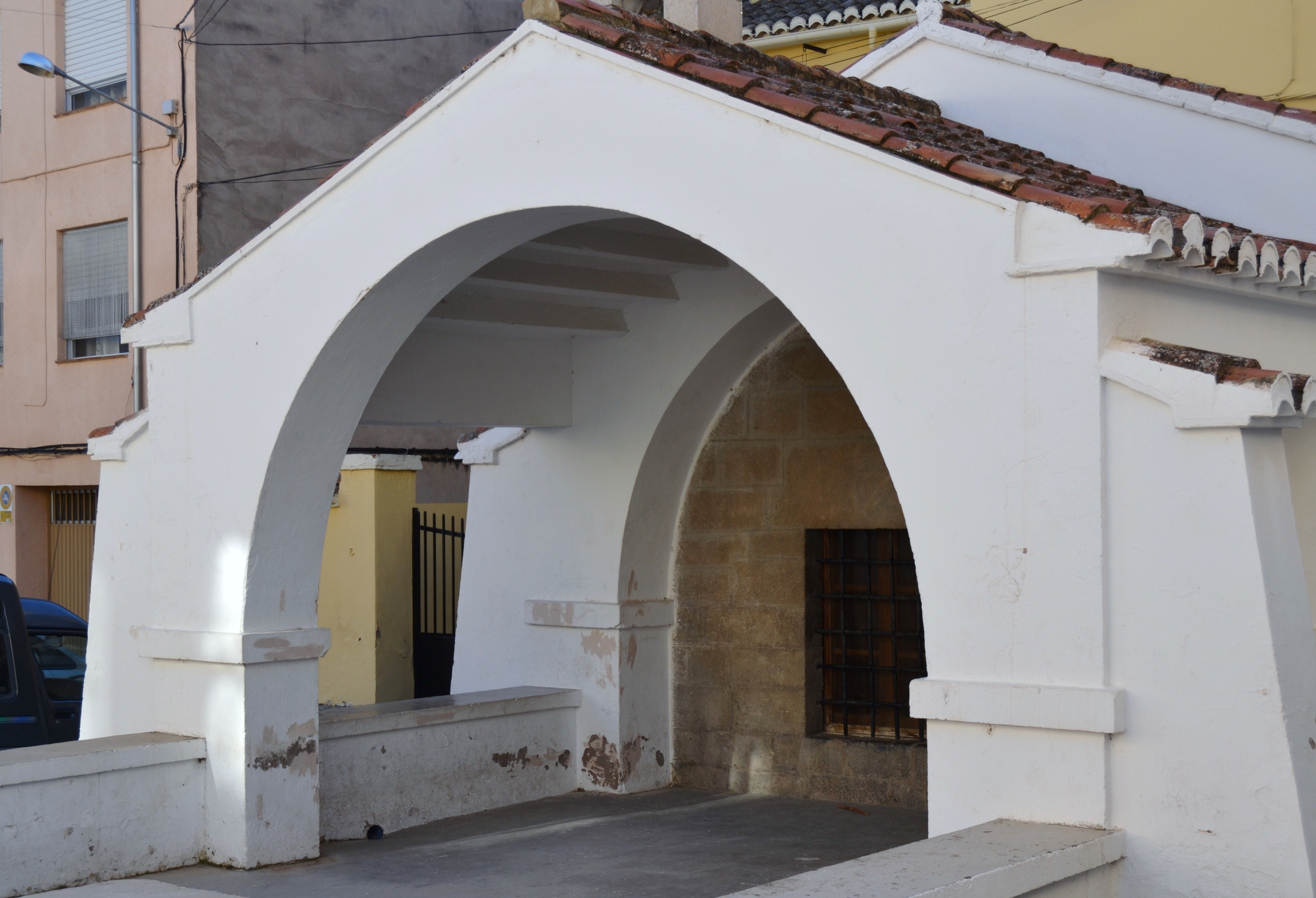
Porche
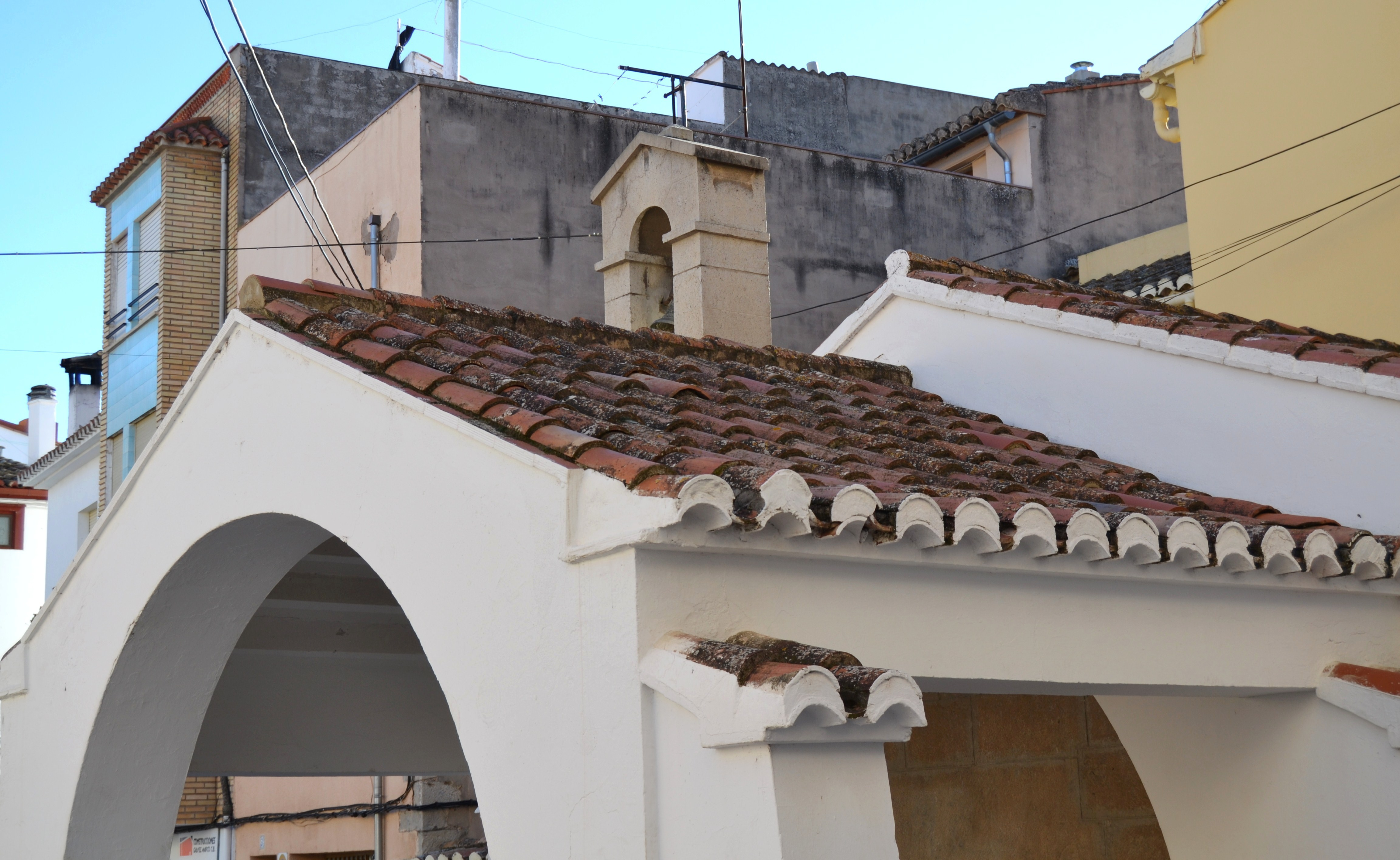
Tejado
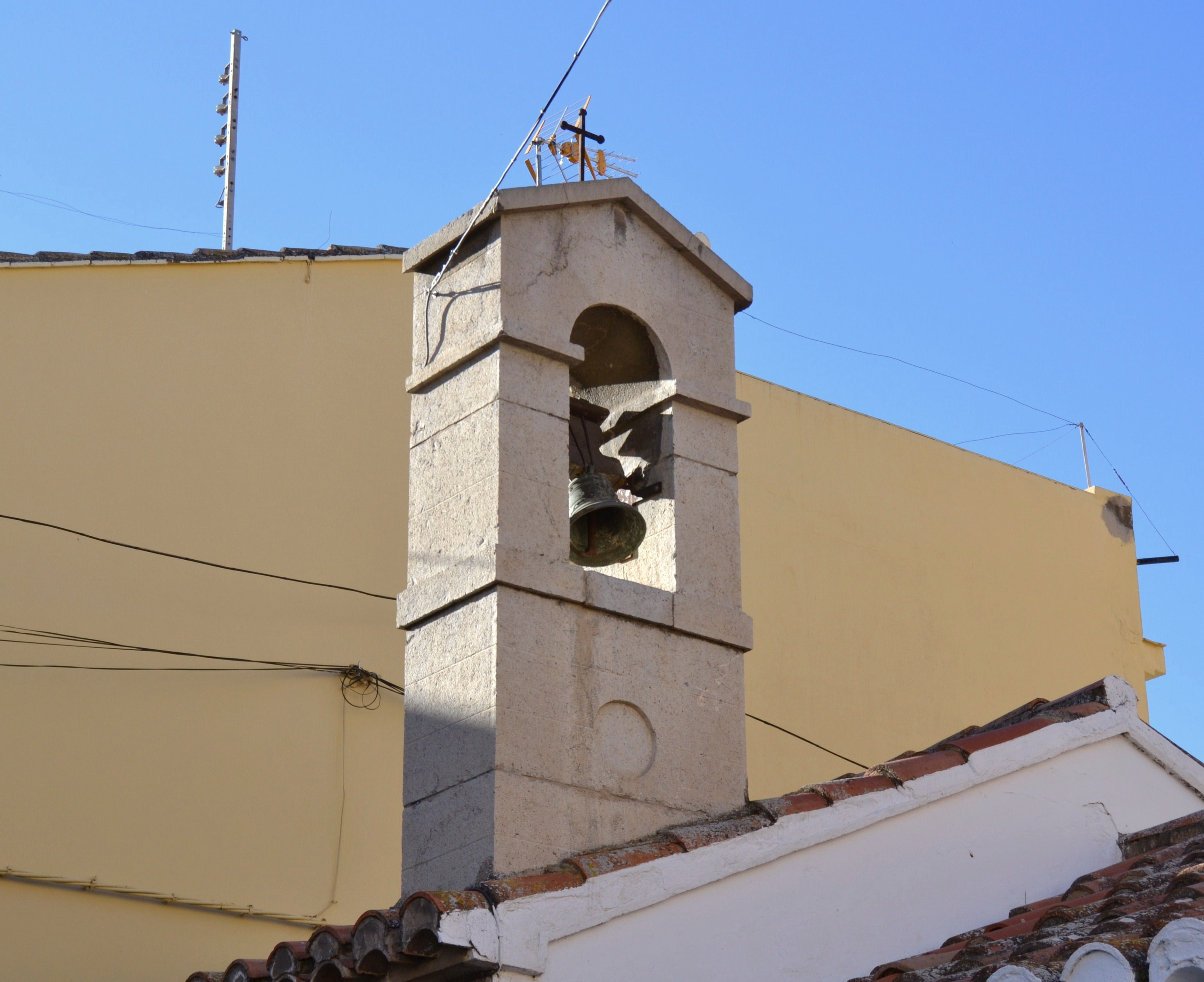
Espadaña

Puede destacarse la ventana con reja de nudos datada en el siglo XVI que se encuentra a los pies de la nave, y a través de la cual se podía asistir al culto desde fuera de la ermita. La ermita pertenecía al antiguo Hospital de Pobres, al que estaba adosada, que se ubicaba en la misma plaza donde se encuentra actualmente la ermita.
En su interior presenta el suelo ajedrezado, con zócalo de piedra y de la bóveda vaída pende una lámpara de cristal. El retablo del altar tiene una hornacina rectangular acristalada donde se ubica la imagen de la Virgen con el Niño sobre su casa de Loreto.
La festividad del Loreto se celebra el 8 de septiembre, fecha en la que se realizan diversos festejos, entre los que destacaban los actos religiosos y populares, que con el tiempo han ido entrando en decadencia, reduciéndose en la actualidad s al oficio de una misa el día de la advocación mariana de Nuestra Señora del Loreto, siendo ésta única ocasión en la que se celebra culto en la ermita.